# Pia Le Thomas
Pia Le Thomas, geboren als Colette Le Thomas (* 6. Dezember 1920 in Viroflay; † 11. September 2009 in Boulaur, Département Gers) war eine französische Zisterzienserin, Äbtissin und Klostergründerin. 

## Leben und Werk
Colette Le Thomas besuchte die École nationale supérieure des arts décoratifs in Paris und legte 1939 das Examen als Jahrgangsbeste ab. Noch im gleichen Jahr trat sie in das Benediktinerinnenkloster Saint-Michel de Kergonan ein und nahm den Ordensnamen Pia an. Der Wunsch nach einem Ordensleben zisterziensischer (also weder benediktinischer noch trappistischer) Prägung brachte sie in Kontakt mit dem ehemaligen Trappistenabt Alexis Presse in Kloster Boquen, dem eine Gründung für Zisterzienserinnen vorschwebte und der sie 1948 zur Suche nach einem geeigneten Gründungsort ermunterte. So kam es 1949 zur Gründung von Kloster Boulaur durch Schwester Pia und drei Mitschwestern. Das Kloster wurde 1990 zur Abtei des Zisterzienserordens erhoben und Le Thomas zur ersten Äbtissin gewählt, ein Amt, das sie bis zum Jahr 2000 innehatte. Sie starb nach 60-jährigem Wirken als Zisterzienserin und nach 70 Jahren Klosterzugehörigkeit.